# Trichobaptria kamikota
Trichobaptria kamikota là một loài bướm đêm trong họ Geometridae.